# شتاب‌دهنده پلاسمایی

## شتابدهنده‌های پلاسمایی
شتابدهنده‌ها  ابزاری برای شتاب دادن  ذرات باردار، مانند الکترون، پوزیترون و یون‌ها هستند. شتابدهنده‌های متداول در سطح جهان مانند SLAC و CERN  به پیشرفت علم و تکنولوژی و همچنین شناخت جهانی که در آن زندگی می‌کنیم، کمک شایانی کرده‌است. با اینکه این شتابدهنده‌ها جواب بسیاری از سوالات را داده‌اند اما عطش انسان برای شناخت هرچه بیشتر جهان سیری ناپذیر است و محدودیت‌های این شتابدهنده‌ها، چالش قابل توجه برای دانشمندان شده‌است.

### محدودیت های شتاب دهنده‌های فرکانس رادیویی
در شتاب دهنده‌های فرکانس رادیویی به دلیل پدیده شکست دی الکتریک محفظه شتابدهنده نمی‌تواند از یک محدوده‌ای بیشتر باشد. این محدودیت در هر نوع هندسه‌ای وجود دارد و برای غلبه بر آن باید طول شتابدهنده‌ها را برای دستیابی به میدان بزرگتر و انرژی بیشتر افزایش دهند. علاوه بر این مسئله فنی، هزینه‌های زیاد ساخت یک شتابدهنده فرکانس رادیویی آنقدر سنگین است که از بودجه‌های بین‌المللی برای راه اندازی آنها استفاده بشود. از مشکلات دیگر این شتابدهنده‌ها می‌توان به بزرگ بودن مساحت لازم برای بهره‌برداری اشاره کرد بطوریکه شتاب دهنده SLAC سه کیلومترمربع و CERN بیست و هفت کیلومتر مربع (تقریباً به اندازه مساحت شهر پاریس!) مساحت دارند. اما شتابدهنده‌های پلاسما، میدان‌های با بزرگی بسیار زیادتر از میدان بیشینه شتاب دهنده‌های فرکانس رادیویی تحمل می‌کنند. علاوه بر آن از لحاظ اقتصادی به صرفه هستند. نکته مهمتر از همه اندازهٔ این شتابدهنده است که در صورت به ثمر رسیدن تلاش‌های دانشمندان چیزی در حدود یک متر طول خواهد داشت.

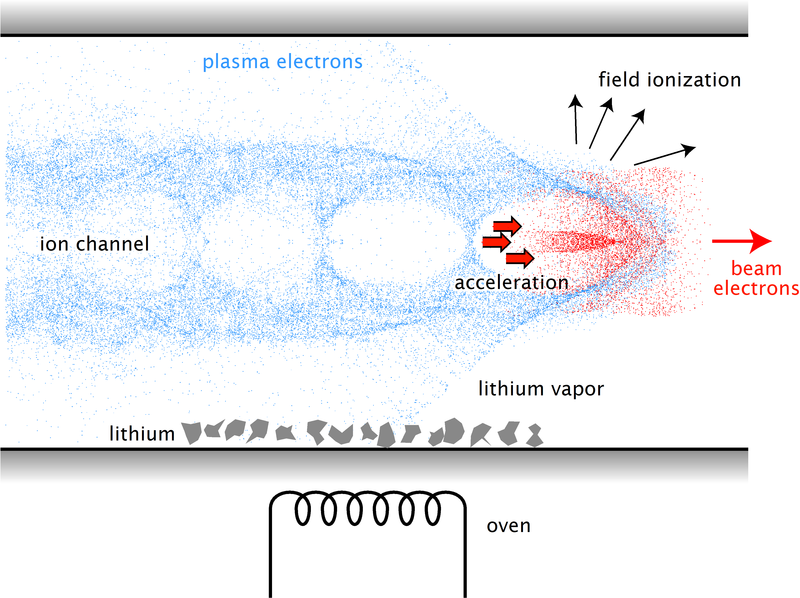
موج (wake) تولید شده توسط پرتو الکترونی در پلاسما

- نیروی پاندرموتیو در پلاسماموج (wake) تولید شده توسط پرتو الکترونی در پلاسمااگر پلاسما را در معرض لیزر قرار دهیم (اگر شدت لیزر به اندازه کافی زیاد باشد)، نیرویی به پلاسما توسط لیزر اعمال می‌شود که به نیروی پاندرموتیو (ponderomotive) مشهور است.

{\displaystyle f_{p}={\tfrac {\omega _{p}^{2}\nabla <E^{2}>}{8\pi \omega _{L}^{2}}}}که در آن {\displaystyle \omega _{p}^{2}} فرکانس الکترونی پلاسما ، {\displaystyle \omega _{L}^{2}} فرکانس زاویه ای لیزر و E میدان الکتریکی لیزر است. در این رابطه این نیرو با فرکانس الکترونی پلاسما رابطه مستقیم و با فرکانس لیزر رابطه عکس دارد. از نکات جالب این نیرو نحوه ارتباطش با میدان الکتریکی لیزر است. نیروی پاندرموتیو نه با میدان و نه با شدت میدان که با گرادیان شدت میدان الکتریکی رابطه مستقیم دارد و جهت بردار نیروی ناشی از این میدان فارغ از علامت بار ذره است. با توجه به اینکه فرکانس الکترونی پلاسما از رابطه زیر بدست می‌آید:{\displaystyle \omega _{p}^{2}={4\pi n_{e}e^{2} \over m_{e}}}می توان نتیجه گرفت بر خلاف نیروی نیوتونی، نیروی پاندموتیو با جرم الکترون رابطه عکس دارد. این نیرو با باعث ایجاد جدایش موضعی بار مثبت و منفی از همدیگر در پلاسما می‌شود.
- چگونه می‌توان ذرات را در  بازه مکانی بسیار کوتاه شتاب داد؟

وقتی پالس لیزری فوق کوتاه (یا باریکه ذرات) با شدت زیاد وارد پلاسما شود نیروی پاندرموتیو ایجاد شده باعث ایجاد جدایش بار می‌شود و باعث تحریک موج الکترونی در پشت سر خود می‌شود که اصطلاحاً به آن wakefield می‌گویند. به علت تحرک پذیری کم، یون‌ها را می‌توان ثابت در نظر گرفت و الکترون‌ها از سر راه پالس لیزری کنار می‌روند و بعد از عبور پالس لیزری به دلیل وجود یون‌های مثبت در مرکز الکترون‌ها به سمت جلو شتاب داده می‌شوند. به عبارت دیگر لیزر باعث ایجاد موج الکترونی می‌شود که باعث گیراندازی الکترون‌ها در آن می‌شود. درست مانند اسکی سواری که سوار بر موج دریا شده و شتاب می‌گیرد.

### تاریخچه
مفهوم شتابدهنده‌های پلاسمایی و امکان تولید آن‌ها ابتدا توسط توشیکی تاجیما و جان ام داوسون در دانشگاه کالیفرنیا در لس انجلس در سال ۱۹۷۹ مطرح شد. آزمایش‌های اولیه برای تولید شتابدهنده‌های بر پایه wakefield در همین دانشگاه توسط پروفسور چان جوشی انجام شد. در حال حاضر دستگاه‌های آزمایشگاهی تولید شده نشاندهندهٔ این حقیقت هستند که با این شتابدهنده‌ها می‌توان با مرتبه بسیار بالاتر از شتابدهنده‌های فعلی، ذرات را در فاصله بسیار کوتاهتر (در حدود یک متر) شتاب داد. (میدانی با بزرگی ۱ گیگاولت بر متر مربع در برابر ۰٫۱ گیگاولت بر متر مربع شتابدهنده‌های RF). برای مثال شتابدهنده تولید شده در آزمایشگاه ملی برکلی می‌تواند الکترون‌ها را در فاصله ۳٫۳ متر شتاب دهد.
دست آوردها
مؤسسه تحقیقاتی لیزر پتا وات در دانشگاه تگزاس الکترون‌ها را در محدوده ۲ ساتنی متر به اندازه ۲ گیگا الکترون‌ولت شتاب داده‌است. این رکورد توسط دانشمندان در مرکز BELLA در آزمایشگاه ملی لارنس برکلی در سال ۲۰۱۴ شکسته شد، جایی که توانستند الکترون‌ها تا حدود ۲٫۲۵ گیگاولت شتاب دهند.
در اواخر سال ۲۰۱۴، محققان SLAC با استفاده از FACET مقاله‌ای برای اثبات قابلیت استفاده از فناوری شتابدهنده‌های پلاسما را متشر کرد. در این مقاله به این مطلب اشاره شده‌است که با استفاده از این فناوری می‌توان ۴۰۰ تا ۵۰۰ برابر انرژی در مقایسه با شتابدهنده‌های خطی رایج انرژی برای شتاب دادن ذرات تولید کرد. ِ
آزمایش شتاب دهنده پلاسمایی با استفاده از یک پرتو پروتون ۴۰۰ گیگاواتی از شتاب‌دهنده پروتون اس پی اس در حال حاضر در CERN عمل می‌کند. آزمایش که AWAKE نام دارد، در پایان سال ۲۰۱۶ آغاز به کار کرد.
کاربردهای شتاب‌دهنده‌ پلاسمایی
شتابدهنده‌های پلاسمایی نوید یک تحول در ساخت شتابدهنده‌های با حجم بسیار کم و مقرون به صرفه از لحاظ اقتصادی می‌دهند و می‌توان از آن‌ها در عرصه‌های گوناگون از جمله در مطالعه فیزیک انرژِی بالا، پزشکی، صنعتی و… بهره برد. در بحث کاربردهای این علم در پزشکی می‌توان به تولید شتابدهنده‌های بتارون و تولید لیزر الکترون آزاد برای موارد تشخیصی یا رادیوتراپی و تولید منبع پروتونی برای پروتون‌تراپی (رادیوتراپی به وسیله فوتون‌های با انرژی بالا) اشاره کرد.

## تفاوت با شتابدهنده‌های فرکانس رادیویی
مزیت شتابدهنده‌های پلاسما این است که میدان شتاب دهنده می‌تواند بسیار بزرگتر از میدان ایجاد شده در شتاب دهنده های فرکانس رادیویی باشد. در شتاب دهنده های فرکانس رادیویی به دلیل پدیده شکست دی الکتریک، محفظه شتابدهنده نمی‌تواند از یک محدوده‌ای بیشتر باشد. این محدودیت در هر نوع هندسه‌ای وجود دارد و برای غلبه بر آن باید طول شتابدهنده‌ها را برای دستیابی به میدان بزرگتر و انرژی بیشتر افزایش دهند.
در مقابل، بیشترین میدانی که می‌توان در پلاسما با در نظر گرفتن پارامترهای مکانیکی و همچنین آشفتگی ایجاد کرد، باز هم بسیار بزرگتر از بیشینه میدان ایجاد شده در شتابدهنده‌های فرکانس رادیویی است.
جای بسی امیدواری است که بتوان با ایجاد شتابدهنده‌های برپایه تکنیک‌های پلاسما با حجم کم و قدرت تولید انرژی بسیار زیاد تولید کرد.

## انواع شتابدهنده‌های پلاسمایی
شتابدهنده‌های پلاسما بر اساس اینکه موج الکترونی چگونه تشکیل می‌شود، دسته‌بندی می‌شوند:
1. شتابدهنده باریکه ذرات- پلاسمایی بر پایه wakefield PWFA: موج الکترونی بوسیله یک دسته الکترون یا پروتون بوجود می‌آید
2. شتابدهنده لیزر – پلاسما بر پایه wakefield: پالس لیزری موج الکترونی را به وجود می‌آورد.
3. شتابدهنده پلاسمایی بر پایه موج ضربه ای لیزر: موج الکترونی به وسیله فرکانس‌های مختلف از ناشی از پالس دو لیزر بوجود می‌آید. روش Surfatron یک تکنیک بهینه شده این روش است.
4. شتاب دهنده بوسیله لیزر wakefield خود مدوله شده: تشکیل یک موج الکترونی بوسیله پالس لیزری مدوله شده با ناپایداری پراکندگی رامان پیشرو تحریک شده

اولین دستاورد تجربی شتابدهی با PWFA در سال ۱۹۸۸ بوسیله آزمایشگاه ملی آرگون گزارش شده‌است.
1. 1 2 3 4 5 6  "Plasma acceleration". Wikipedia (به انگلیسی). 2019-05-22.
2. ↑  "نیروی پاندروموتیو". ویکی‌پدیا، دانشنامهٔ آزاد. 2019-06-13.